# 1984 (소설)
《1984》(영어: Nineteen Eighty-Four)는 1949년 출판된 조지 오웰의 디스토피아 소설이다. 1984년을 전체주의가 극도화된 사회로 상정하고 쓴 미래 소설인 작품 속에서 세계는 거대한 초국가들로 분화되어 있고 이들은 영구적인 전쟁 상태이다. 작품의 배경이 되는 곳은 영국으로 소설 속에선 "제1공대"(第一空帶, Airstrip One)로 불리며 오세아니아에 포함되어 있다. 오세아니아는 전체주의 정치 이데올로기인 영사(英社, Ingsoc)의 지배를 받으며 최고위 지배자는 대형(大兄, Big Brother)이다. 소설 속 국가는 기록을 조작하고, 개인의 일거수 일투족을 감시하며, 언어와 사고를 통제하여 영구적인 집권을 기획한다. 소설은 이러한 세계관을 바탕으로 기록조작을 담당하던 주인공이 전체주의와 갈등하는 이야기를 다룬다.
《1984》는 올더스 헉슬리의 《멋진 신세계》, 예브게니 자먀틴의 《우리들》과 더불어 디스토피아를 다룬 소설 가운데 대표작으로 꼽히며, 이후 많은 예술작품에 영향을 주었다. 소설의 영향으로 사회나 국가 시스템에 의문을 제기하고 전체주의, 권위주의와 같은 비민주적 정치체제에 반기를 드는 사람을 오웰족(Orwellian)이라고 부르는 경우도 있다. 1989년 집계 당시 《1984》는 65개 언어로 번역되었다. 이는 조사 당시 다른 어떤 영국 소설 보다 많은 숫자이다.
작품의 제목인 1984는 작가가 작품을 탈고한 1948년의 뒷자리 년도를 뒤집은 것이다.

## 저술 배경

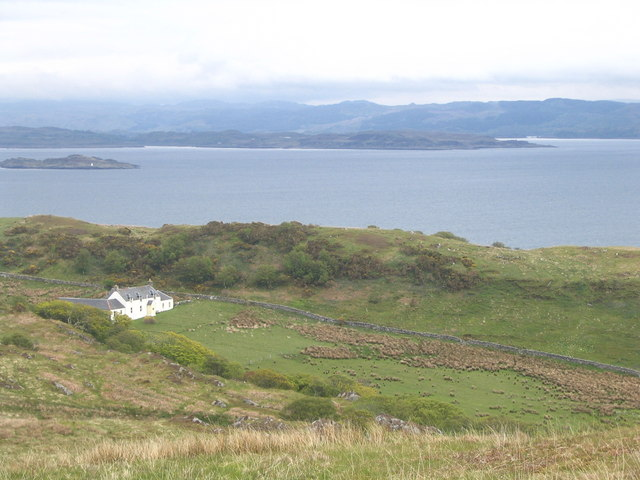
소설 1984는 주라섬의 반힐(Barnhill)에서 완성되었다.

조지 오웰은 1943년 12월에 있었던 테헤란 회담의 경과를 보면서 세계가 초강대국과 그들의 영향권으로 재편되는 것을 직감했다. 로저 센하우스는 1948년 조지 오웰이 보낸 편지를 통해 그가 이 장면을 "잊히지 않을 소설의 핵심에 각인"하였다고 회상하였다. 조지 오웰은 1947년에서 1948년 사이 스코틀랜드의 주라섬에서 소설을 집필하였고, 마지막 원고는 1948년 12월 4일에 출판사로 송고되었다. 당시 오웰은 아내를 잃고 주라섬에서 폐결핵으로 요양중인 가운데 집필에 몰두하였다. 세커 앤드 와버그 출판사는 1949년 6월 8일 《1984년》의 초판을 출판하였다.
러시아의 작가 자먀틴의 1921년 작품 《우리들》은 《1984》에 많은 영향을 주었다. 《우리들》은 학문과 종교, 예술이 도그마가 될 때 개개인의 사유가 제약당하는 "사고의 엔트로피화"를 겪게 될 것이라는 주제를 다루었다. 1946년 오웰은 《우리들》의 프랑스어 번역서를 읽고 짧은 서평을 남겼다.
오웰은 《동물 농장》처럼 이 소설의 배경 역시 스탈린 시대의 소련에서 차용했다. 빅 브라더는 스탈린이고 임마누엘 골드슈타인(Goldstein)은 트로츠키를 묘사한 것으로 이해된다. 그러나, 아나키스트였던 조지 오웰이 특별히 공산주의만을 반대한 것은 아니며 나치, 파시즘과 함께 전체주의 전체를 비판한 것으로 평가된다. 조지 오웰은 스페인내전 당시 참전 경험에서 코민테른의 공산주의자들의 교조적 행동이 오히려 프란시스코 프랑코의 파시즘과 같은 전체주의적이란 것을 발견하고 《카탈로니아 찬가》를 저술한 바 있다. 오웰은 자신이 겪었던 참호전, 식량배급에 대한 경험과 스탈린의 강제노동수용소, 미국의 핵폭탄 투하 등을 보면서 냉전 세계에 대한 비관적 전망을 책에 담았다. 이 책이 쓰여진 배경에는 조지오웰이 스패인 내전으로 인한 바르셀로나를 보고 만들어졌다.

## 세계관

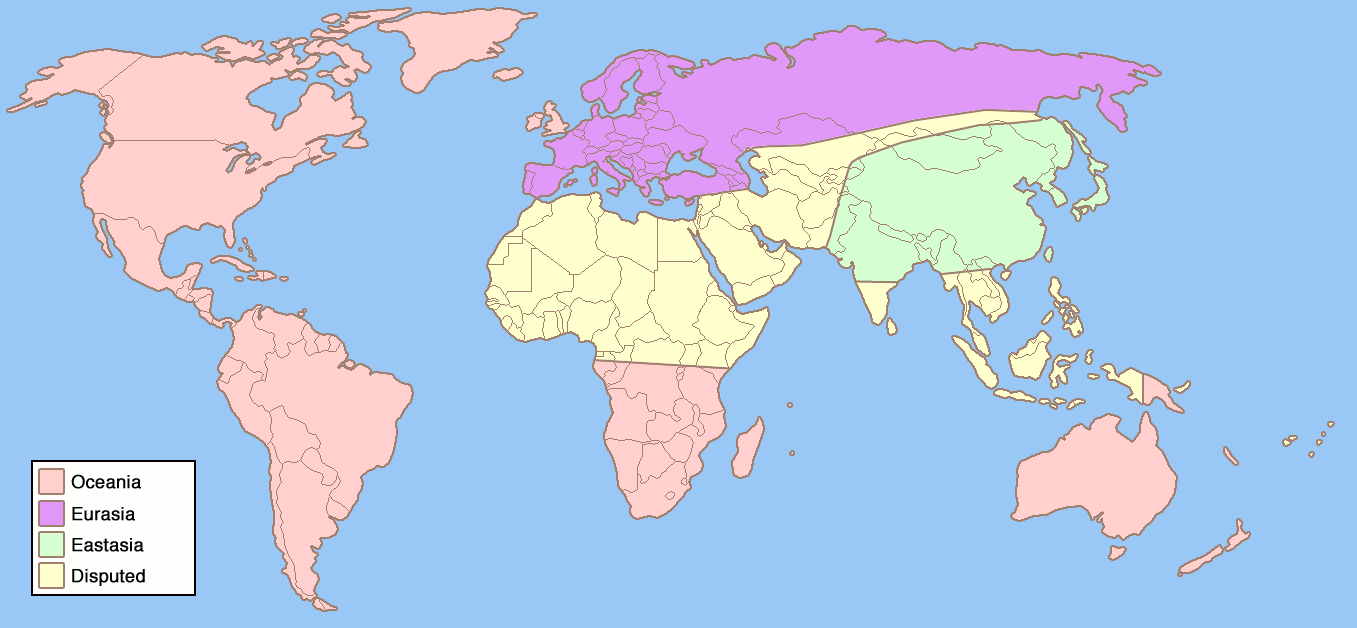
조지 오웰이 공상한 1984년의 세계. 보라색은 유라시아, 분홍색은 오세아니아, 초록색은 동아시아, 노란색은 분쟁 지역이다.

《1984》에 등장하는 오세아니아의 사회 계급 구조

### 초국가 사이의 영구 전쟁
소설 속에 등장하는 1984년의 세계는 오세아니아, 동아시아, 유라시아의 세 초국가로 나뉘어 있다. 이 세 국가는 끊임없는 전쟁을 벌이고 있으며 때에 따라 서로 동맹을 맺기도 하고 전쟁을 벌이기도 한다.
소설 속에서 임마누엘 골드스타인이 지은 것으로 등장하는 가상의 책 《과두정치적 집단주의의 이론과 실제》에서는 《1984》의 세계관을 자세히 설명하고 있다. 소련이 유럽을 병합하여 유라시아가 되고 미국이 영국을 병합하여 오세아니아가 된 뒤 동아시아는 10년간의 복잡한 내전 끝에 등장한다고 설명하고 있다. 이들 초국가는 유라시아의 광대한 토지, 오세아니아의 대서양과 태평양을 근거로한 이점, 동아시아의 다산과 근면성과 같은 이유로 어느 한 쪽이 다른 쪽을 굴복시킬 수 없는 평형상태에 있어 끊임없는 전쟁을 계속한다. 오세아니아는 1950년대 이전 어느 시점에 혁명이 일어나 영사를 지배 이념으로 하는 일당 독재가 시작되었다. 유라시아는 신볼세비즘을 지배 이념으로 하고, 동아시아는 죽음 숭배를 지배 이념으로 하지만, 세 초국가들은 내세우는 이념의 차이와 달리 너나 할것 없이 극단적 전체주의 국가이다. 이들의 전쟁은 오히려 자원의 독점, 노동의 소비, 내부 통제 이데올로기의 지속과 같은 것에 목적이 있다. 이러한 초국가간의 전쟁은 결국 국가의 지속을 위해 언제나 적을 필요로 하는 적대적 공생이라고 할 수 있다. 조지 오웰은 《1984》를 통해 냉전을 예견하였다는 평가를 받는다.

### 오세아니아
1984의 무대이자, 주요 국가이다.

## 주요 등장 인물
- 윈스턴 스미스 - 주인공. 진리성 기록관리국에서 근무하는 외부당원이다.
- 줄리아 - 주인공의 연인. 진리성 소설창작국에서 근무하는 외부당원이다. 소설창작국은 만화경과 같은 기계를 돌려 싸구려 통속소설을 자동생산한다.
- 오브라이언 - 진리성의 내부당원으로 주인공에게 반체제단체를 소개한다.
- 빅브라더 - 실제하는지 만들어낸 허상인지 조차 모호한 오세아니아의 최고지도자.
- 임마누엘 골드스타인 - 영사를 반대하는 반체제인물로 영사의 공식적인 배신자이자 주적이지만, 이 역시 실재하는지 만들어낸 허상인지 조차 모호하다. 소설의 묘사에 따르면 레프 트로츠키와 모습이 흡사하다고 한다.

## 오웰의 언어관
조지 오웰은 스페인 내전의 참전 경험을 담은 르포 《카탈루냐 찬가》를 쓴 저널리스트였고, 파리의 부랑자들과 함께 생활하며 그들의 어휘를 취록하기도 하였다. 조지 오웰의 작품이 사변적이거나 구태의연하지 않은 것은 그의 다양한 경험에서 비롯된 것이다. 또한 조지 오웰은 제2차 세계대전 당시 BBC에서 근무한 바 있다. 그가 근무했던 BBC의 방 번호 101호는 《1984》에서 주인공이 처형을 당하는 방의 번호로 등장한다.이 근무 경험과 스페인내전에 대한 르포 출판, 파리의 부랑자들과의 생활 등을 통해 언론과 언어에 대한 자신만의 식견을 가지고 있었다. 조지 오웰은 특히나 조너선 스위프트의 《걸리버 여행기》를 좋아하였으며, 스위프트의 감정, 통찰력, 언어 절약 등에 공감을 표했다.
전작 《동물농장》에서 조지 오웰은 스퀼러가 일곱 계명을 조금씩 바꿔나가며 조작하는 대목을 넣었다. 부패한 권력이 우매한 대중을 언어 조작을 통해 지배하는 것은 조지 오웰의 오랜 관심사였다. 조지 오웰은 1946년 《호라이즌》에 〈정치와 영어〉라는 에세이를 발표하여 "사람이란 스스로 실패작이라 여겨 술을 마신다. 그리고 술때문에 더 실패의 나락으로 떨어진다. 영어에서 나타나는 현상도 마찬가지다. 어리석은 사고 때문에 언어가 꼴사납고 흐리멍텅해진다. 그리고 언어가 단정하지 못하기 때문에 어리석은 사고를 하기가 더 쉬워진다."라고 썼다. 《1984》에서 조지 오웰은 신어 체계를 도입하여 언어와 사고, 정치 선전의 관계에 대한 자신의 생각을 더욱 발전시켰다. 《1984》 속 진리성의 주요 과업은 신어 사전 11판의 제작이었으며, 이 사전이 나오게 되면 더 이상 구어는 사용하지 않게 된다.
신어에는 두 가지 문법적 규칙이 있다. 첫 번째는 어휘의 수를 줄이는 것으로 '춥다(cold)'의 반대인 '덥다(hot)'를 '안(un)'을 붙여 '안춥다(uncold)'로 한다든지, 훌륭하다를 '더(plus)'를 붙여 '더좋다.(plus good)', '더더좋다.(double plus good)로 대체하는 것을 말한다. 뿐만 아니라 명사 '칼'로 '자르다'를 대신하며, 모든 '명/동사'의 파생어가 변형을 할 때 예외를 인정하지 않는 규칙 또한 포함된다. 두 번째는 어휘의 길이를 줄이는 것이다. 앞에서 말했듯이 영국 사회주의(England Socialism)를 '영사'(INGSOC)로 부른다든지, 선사(善思, goodthink), 앞에서 말한 네 성을 각각 '평성', '애성', '풍성', '진성'으로 부른다는 것이다. 이유는 '영국 사회주의'라는 것보다 '영사'라는 표현이 더 사고의 폭을 줄이기 때문이다.
조지 오웰의 신어에 대한 통찰은 당시 이미 사용되고 있던 각종 축약어, 이를 테면 나치, 코민테른, 인프레코르와 같은 언어에 대한 경고이다. 그는 부록 〈신어의 원리〉에서 국제 공산당(International Communist Party)는 마르크스, 파리 코뮌, 인터네셔널과 같은 공산주의 운동의 흐름이 떠오르지만 코민테른(Comintern, Communist International)이라는 말에서 떠오르는 것은 엄격히 짜여진 단체, 명백히 정의된 강령체만이 떠오를 뿐이라고 일갈하였다.

## 번역

### 한국어 번역
대한민국에서 《1984》가 처음으로 소개된 것은 1949년 10월 5일 《태양신문》이 원작을 각색한 만화의 줄거리를 소개한 것이다. 《태양신문》은 독립운동가 노태준이 사장으로 있었으며 1949년 2월 25일 창간된 종합일간지이다. 신문 기사는 줄거리를 간추린 것으로 조지 오웰에 대해서는 별다른 설명이 없었으나 책이 출판된 그 해에 소개된 것으로, 당시에는 1948년 10월 31일 김길준에 의해 번역되어 대건인쇄소에서 출간한 《동물 농장》과 마찬가지로 반공주의를 선전할 목적으로 소개된 듯 하다. 번역본은 1950년 3월 15일을 번역일자로 하여 3 종이 출판되었는데 모두 동일한 번역자의 것을 가져다 출판만 따로 한 것으로 보인다. 1951년 문예서림에서 출판하였고, 뒤를 이어 1953년 청춘사, 1957년 정연사에서 출판하였다. 역자 서명 나만식(羅萬植). 1953년 출간된 책의 제목은 《미래의 종》(未來의 鐘)이다.
1968년 김병익(金炳翼) 번역본이 출간됐다.
1984년에는 13개 출판사가 한글 번역본을 냈다.

#### 번역서
- 조지 오웰, 김병익 역, 《1984년》, 문예출판사, 2014년, ISBN 978-89-3100-366-6
- 조지 오웰, 박경서 역, 《1984년》, 열린책들, 2009년, ISBN 978-89-3290-930-1
- 조지 오웰, 권지아 역, 《1984년》, 을유문화사, 2012년, ISBN 978-89-3240-378-6
- 조지 오웰, 정회성 역, 《1984》, 민음사, 2003년, ISBN 978-89-374-6077-7

### 러시아어 번역

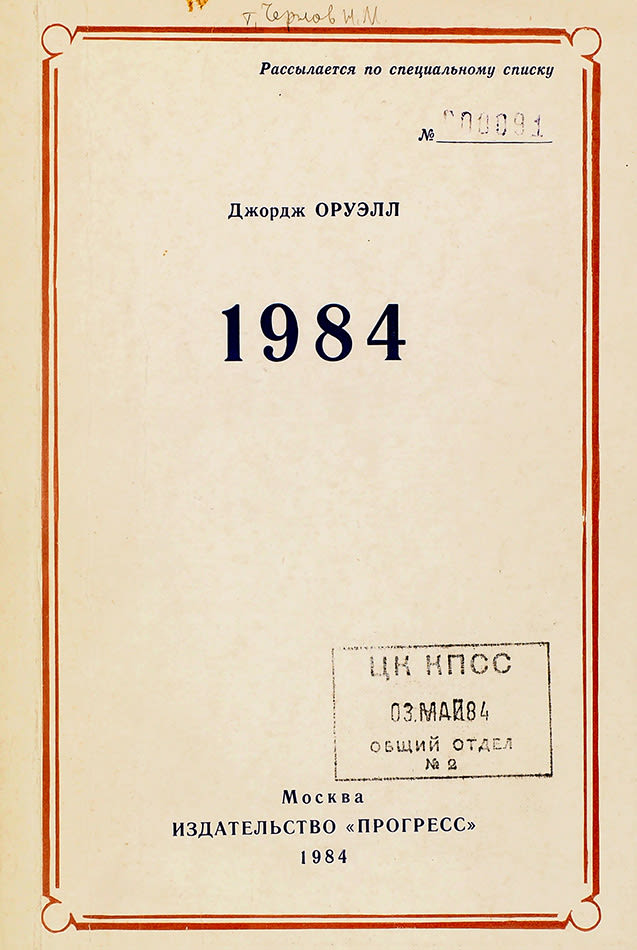
소설 1984의 러시아어판은 1984년 소련에서 출판되었다. 한정판은 소련 공산당 중앙위원회 위원들에게만 제공됐다.

이 소설은 1988년 소련에서 처음으로 공개적으로 이용 가능한 러시아어 버전이 소련 몰다비아의 문학 저널인 코드리에 출판될 때까지 금지되었다. 1989년에는 빅토르 골리셰프가 번역한 또 다른 러시아어 버전도 출판되었다. 소련 밖에서는 최초의 러시아어 버전이 1950년대 중반에 이민자 잡지 그라니에 연재되었고, 이후 1957년 프랑크푸르트에서 책으로 출판되었다. 프랑스어판을 세르게이 톨스토이가 번역한 또 다른 러시아어판은 1966년 로마에서 출판되었다. 이 번역판은 소련으로 밀반입되어 반체제 인사들 사이에서 상당한 인기를 얻었다. 일부 지하 출판 번역본은 소련에서도 나타났다. 예를 들어 소련 철학자 에발트 일롄코프는 이 소설을 독일어 버전에서 러시아어 버전으로 번역했다.

## 영향을 준 작품
- 마이클 앤더슨, 1984(1956)
- 스탠리 큐브릭, 시계태엽 오렌지(1971)
- 마이클 래드포드, 1984(1984)
- 테리 길리엄, 브라질(1985)
- 커트 위먼, 이퀼리브리엄(2002)
- 무라카미 하루키, 1Q84(2009~2010)
- 1985년:빅브라더는 죽었다
- 2084(2017)
- 백남준, 굿모닝 미스터 오웰(1984)
- Osmotic studios, 오웰 (비디오 게임)

## 같이 보기
- 신어
- 이중사고
- 빅 브라더